# Cuéntame un cuento
Cuéntame un cuento es el tercer disco publicado por la banda española de rock Celtas Cortos.
Fue publicado en 1991 por la discográfica DRO y supuso el punto de inflexión definitivo a partir del cual la banda consigue llegar a un público masivo consiguiendo vender más de 500 000 ejemplares del mismo.
El álbum contenía canciones que a la postre se convertirían en grandes clásicos como 20 de abril o el tema que le daba nombre al disco, que le sirvieron a la banda para hacerse con el Premio Ondas al grupo revelación de 1991. 

## Lista de canciones
1. El ritmo del mar - 3:15
Letra y música Jesús Hernández Cifuentes, Nacho Martín.
2. Trágame tierra - 3:50
Letra y música Jesús Hernández Cifuentes, Nacho Martín.
3. ¡¡Ya está bien!! - 3:06
Letra y música Jesús Hernández Cifuentes, César Cuenca.
4. El alquimista loco - 3:10
Música Nacho Martín.
5. Si te gusta - 3:00
Letra y música Jesús Hernández Cifuentes.
6. Más kilómetros - 3:30
Música César Cuenca.
7. 20 de abril - 3:56
Letra y música Jesús Hernández Cifuentes, Nacho Martín.
8. El pelotazo - 3:11
Música Nacho Martín.
9. Cuéntame un cuento - 4:20
Letra y música Carlos Soto,  César Cuenca, Jesús Hernández Cifuentes.
10. Onda Caribe 10.5 (Muévete brother aquí y ahora) - 3:37
Música Carlos Soto.
11. Aguantando el tirón - 4:42
Letra y música César Cuenca, Jesús Hernández Cifuentes.
12. Vals de la poltrona - 4:10
Letra y música Jesús Hernández Cifuentes.

## Créditos
- Productor ejecutivo: Juan Ignacio Cuadrado
- Ayudante de sonido: Francisco Gude
- Grabado en: Track, mayo-agosto de 1991

Celtas Cortos
- Nacho Martín : Piano, sintetizador, acordeón y órgano Hammond
- Carlos Soto: Flauta travesera, uilleann pipe y pito midi
- Goyo Yeves: Saxos soprano y tenor, y whistles
- Alberto García Violín
- Oscar García: Bajo eléctrico
- Jesús H. Cifuentes: Voz, guitarras eléctrica y acústica
- César Cuenca: Guitarra eléctrica y banjo
- Nacho Castro: Batería y percusiones
- Eduardo Pérez: Marrones [cita requerida]

Músicos invitados
- Andreas Prittwitz: Clarinete en "¡¡Más kilómetros!!"
- Tito Duarte: Percusión en "Cuéntame un cuento" y "Onda Caribe 10.5 (muévete brother, aquí y ahora)"
- Jimmi: Coros en "¡¡Ya está bien!!"